# اریک ویستاین
اریک ولفگانگ ویستاین (Eric W. Weisstein زادهٔ ۱۸ مارس ۱۹۶۹) دانشنامه‌نویس اهل ایالات متحده که مث‌ورلد و Eric Weisstein's World of Science (ScienceWorld) را ایجاد کرده‌است و آن را اداره می‌کند. او نویسندهٔ دانشنامهٔ CRC Concise Encyclopedia of Mathematics نیز هست. او در ولفرم ریسرچ کار می‌کند.